# Sirosoma arcuata
Sirosoma arcuata är en insektsart som beskrevs av Mcatee 1933. Sirosoma arcuata ingår i släktet Sirosoma och familjen dvärgstritar. Inga underarter finns listade i Catalogue of Life.